# Can Zendrera
Can Zendrera és una casa del municipi de Cadaqués (Alt Empordà) inclosa en l'Inventari del Patrimoni Arquitectònic de Catalunya.

## Descripció
Situada dins del nucli antic de la població, a la plaça des Portitxó, a l'inici de la riba des Poal. Té façana a la placeta Marcel Duchamp.
Edifici adossat en cantonada, de planta rectangular, destinat a habitatge unifamiliar. Presenta la coberta a dues vessants de teula i consta de planta baixa i dos pisos. La façana principal té les obertures distribuïdes a partir de dos eixos verticals. A la planta baixa hi ha dos grans portals d'arc rebaixat emmarcats amb carreus ben escairats, dels quals el situat a l'esquerra ha estat transformat en finestra. A la part superior de la porta hi ha dues reixes de ferro on s'indica l'any de construcció. Al primer pis hi ha dos balcons exempts amb barana de ferro treballada, i llosana esglaonada sostinguda per mènsules. Els balcons del segon pis són més senzills i de dimensions més reduïdes. La façana es troba rematada per una simple cornisa motllurada, que envolta l'edifici. La façana posterior presenta sis obertures distribuïdes entre els pisos superiors, perfectament ordenades seguint eixos horitzontals.
La resta de la construcció es troba arrebossada i pintada de color blanc.

## Història
A la façana principal, a una de les portes hom pot veure una forja en forma circular amb la data 1861, que correspon a la inauguració de l'edifici. Cal esmentar que a la planta baixa hi havia hagut una oficina de telègrafs.